# 1787 en France
Chronologie de la France
- 1783
- 1784
- 1785
- 1786
- 1787
- 1788
- 1789
- 1790
- 1791

Cette page concerne l’année 1787 du calendrier grégorien.

## Événements
- 11 janvier : traité de commerce entre la Russie et la France négocié par le comte Philippe Henri de Ségur[1].

- 22 février - 25 mai : réunion de l’assemblée des notables, composée de 114 privilégiés désignés par le roi, qui rejettent toutes les réformes de Calonne, qui remettent en question leurs prérogatives fiscales, se considérant comme inapte à décider la levée d’un nouvel impôt (la subvention territoriale, 22 février)[2].

- 31 mars : Calonne publie ses réformes jusqu’alors tenues secrètes pour en appeler à l’opinion publique[3]. Abandonné par le roi, il doit démissionner (8 avril).

- 8 avril : disgrâce de Calonne[4]. Michel Bouvard de Fourqueux tente en vain de faire accepter son programme de réforme à l’Assemblée des notables.

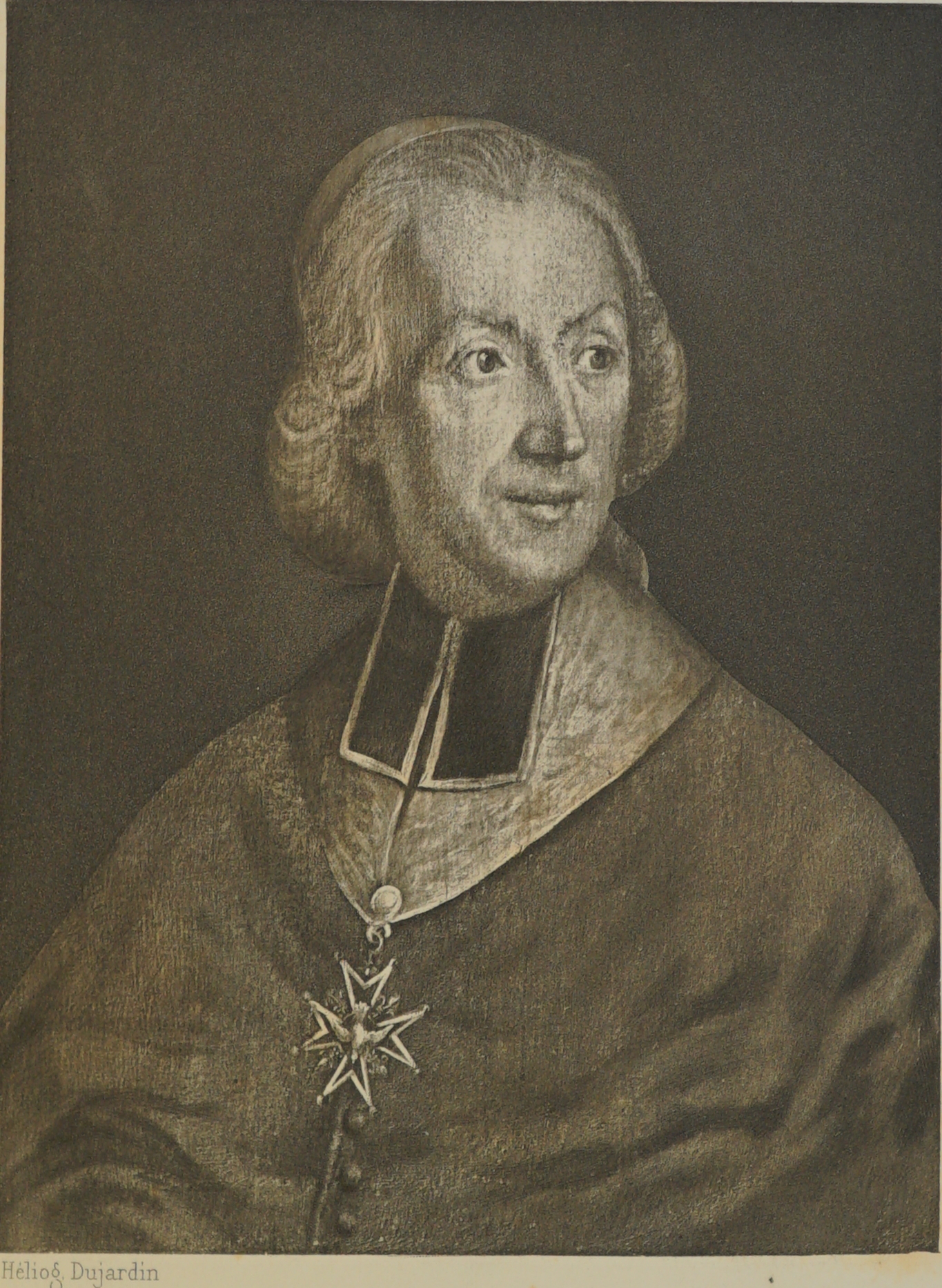
Loménie de Brienne.

- 1er mai : Loménie de Brienne, archevêque de Toulouse, est poussé au pouvoir par son corps et par la coterie de la reine et devient ministre des finances (fin en 1788)[5]. Les notables et les parlements lui accordent un emprunt de 67 millions, ce qui permet d’éviter la banqueroute.
- 25 mai : les notables sont renvoyés après avoir réclamé la tenue d’États généraux par l’intermédiaire de la Fayette[5].

- 3 juin : édit sur le timbre[4].
- 5 juin : réorganisation du Conseil des finances qui absorbe le Conseil du commerce[6].
- 17 juin : déclaration sur la libre circulation des grains[4].
- 18 juin : prêt de 70 millions de livres de la caisse d’escompte[7].
- 26 juin : édit instituant des assemblées provinciales et des municipalités élues. Le doublement du Tiers état, le vote par tête et le suffrage censitaire prévu mécontente les privilégiés[8].
- 27 juin : déclaration qui remplace la corvée en nature par un impôt en argent[4].

- 2 juillet - 6 août : au cours de l’été, Loménie de Brienne se heurte à l’opposition des cours souveraines : le Parlement de Paris refuse l’impôt sur le timbre (2 juillet)[9] et réclame la convocation des États généraux (16 juillet)[10].

- 6 août : lit de justice tenu à Versailles pour enregistrer les édits fiscaux[11]. Le parlement de Paris, la cour des comptes, la cour des aides, tous les parlements des provinces protestent et demandent la convocation des états-généraux.
- 7 août : début d’une révolte nobiliaire (fin en 1788). Une partie du Parlement de Paris admettant en son sein plusieurs aristocrates contestataires - le duc d’Orléans, les ducs de Montmorency-Luxembourg, de Praslin, d’Aumont, de Béthune-Charost, d’Uzès, de Luynes, le marquis de La Fayette - se constitue sans autorisation royale en Chambre des pairs et déclare l’enregistrement de la veille « nul et illégal ». Le 10, Adrien Duport prononce un discours applaudit contre l’arbitraire, le vizirat des ministres et les lettres de cachet. Le 13, Duval d’Eprémesnil est porté en triomphe, après avoir fait voter un arrêt déclarant les impôts enregistrés de force « contraires à tous les principes, maximes et usages du royaume »[12].
- 8 août : le parlement de Bordeaux refuse d’enregistrer l’édit sur les assemblées provinciales[13].
- 14 - 15 août : les parlementaires parisiens sont envoyés à Troyes pendant la nuit[5]. Du 15 au 17 août des émeutes populaires éclatent à Paris pour soutenir les parlementaires. La négociation entre Loménie de Brienne et les parlements aboutit à un compromis : le gouvernement envisage de convoquer les États Généraux, mais demande du temps et des moyens financiers pour présenter en 1792 un bilan satisfaisant (novembre)[14].
- 18 août :
  - lit de justice. Exil du Parlement de Bordeaux à Libourne[5].
  - remontrances de la Cour des aides contre la déclaration du timbre apportée le 17 août par le comte d’Artois[4].

- 19 août : le baron de Breteuil ordonne la fermeture de tous les « clubs, salons, lycées et autres sociétés ou assemblées par souscription »[15]. Les réunions des Clubs comme la société des Trente (société réunie chez Duport), qui rayonne sur la province grâce à son journal, La Sentinelle du Peuple (10 octobre 1788-25 décembre 1788), sont interdites.

- 19 septembre : retour du parlement à Paris. Il accepte d’enregistrer la prorogation de l’impôt des deux vingtièmes et le lancement d’un emprunt[4]. Le conflit paraît s’apaiser malgré l’enregistrement forcé par lit de justice de l’emprunt et de « l’édit sur les non-catholiques ».

- 7 octobre : Anne Louis Henri de La Fare devient évêque de Nancy[16].
- 9 octobre : une ordonnance établit un conseil permanent d’administration du département de la guerre composé de huit officiers généraux, présidé par le ministre Loménie de Brienne. La suppression de l’École militaire de Paris et de la compagnie de cadets-gentilshommes permet une économie estimée à environ un 1,2 million de livres[17].
- 13 octobre : arrêt du Conseil d’État concernant la réduction des pensions pour un montant de 5 millions de livres par an pendant cinq ans[4].

- 7 novembre : édit de Versailles sur les non-catholiques. Les protestants et (sauf exception locale) les juifs, accèdent à l’état civil grâce à Malesherbes et à Rabaut Saint-Étienne[18].

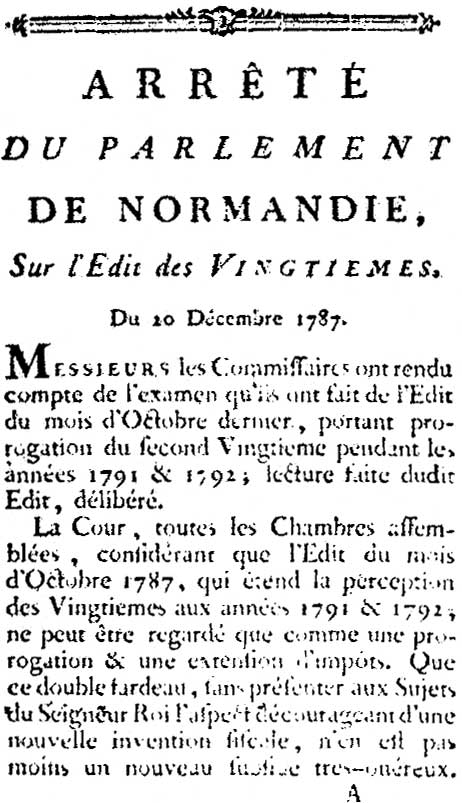
Arrêté du Parlement de Normandie sur l’édit des vingtièmes du 20 décembre 1787

- 19 novembre : séance royale au Parlement de Paris. Le roi remet au Parlement plusieurs édits à enregistrer : sur l’état civil des non-catholiques, enregistré avec difficulté le 29 janvier 1788, sur les douanes aux frontières et sur la levée d’un emprunt de 430 millions en cinq ans. Les magistrats subordonnent leur acceptation à la promesse de convoquer les états généraux pour 1789. Le roi exige alors l’enregistrement d’office. Le duc d’Orléans s’oppose ouvertement au roi son cousin qui en lui demandant s’il entend tenir un lit de justice ou une séance royale et s’exclamant « Sire, c’est illégal ! ». Le lendemain, il est exilé sur sa terre de Villers-Cotterêts[4],[19].
- 28 novembre : traité conclu à Versailles entre Louis XVI  et Nguyễn Anh, souverain de la Cochinchine en exil, octroyant au royaume de France un monopôle sur le commerce extérieur du royaume et la concession du port de Tourane et des îles Poulo Condor en échange d’une aide militaire pour reconquérir son royaume[20].
- 28 et 30 novembre : des règlements suppriment de plusieurs offices créés par Calonne[21].

## Naissances en 1787
- 20 mars : Casimir de Rochechouart de Mortemart ( † 1er janvier 1875), militaire, diplomate, et homme politique français du XIXe siècle.
- 6 septembre : Salvatore Viale, poète corse, le premier à utiliser la langue corse dans une œuvre littéraire. († 23 novembre 1861).
- 6 septembre : Émilie de Rodat, religieuse française, fondatrice de la congrégation des Sœurs de la Sainte-Famille. († 19 septembre 1852).
- 4 octobre : François Guizot.
- 30 octobre : Louis-Jacques-Maurice de Bonald, futur archevêque de Lyon.
- 18 novembre : Louis Daguerre, peintre et inventeur de la photographie.

## Décès en 1787
- 13 février : Charles Gravier, comte de Vergennes.
- 18 juin : Géraud Valet de Réganhac, juriste et poète français (° 5 juin 1719).
- 19 juin : Marie-Sophie-Béatrice de France, dite « Madame Sophie », fille de la reine Marie-Antoinette d’Autriche et du roi Louis XVI, de la tuberculose ou d’une autre infection à l’âge de 11 mois.
- 23 décembre : Louise de France, dite « Madame Louise », fille de Louis XV et de Marie Leszczyńska.